# Condado de Coryell
El condado de Coryell es un condado del estado de Texas, Estados Unidos. Tiene una población estimada, a mediados de 2021, de 84 232 habitantes.
La sede del condado es Gatesville y su ciudad más grande es Copperas Cove.
El condado tiene un área de 2737 km² (de los cuales 12 km² están cubiertos por agua).
Fue fundado en 1854.

## Demografía

### Censo de 2020
Según el censo de 2020, en ese momento el condado tenía una población de 83 093 habitantes La densidad de población era de 30 hab/km².
| Raza                   | Núm.   | Porc.  |
| ---------------------- | ------ | ------ |
| Blancos                | 50 529 | 60.81% |
| Afroamericanos         | 12 356 | 14.87% |
| Amerindios             | 672    | 0.81%  |
| Asiáticos              | 1910   | 2.30%  |
| Isleños del Pacífico   | 1093   | 1.32%  |
| De otras razas         | 6453   | 7.77%  |
| De una mezcla de razas | 10 080 | 12.13% |

Del total de la población, el 19.84% eran hispanos o latinos de cualquier raza.

### Censo de 2000
Según el censo de 2000, en ese momento había 74,978 personas, 19.950 hogares y 15.780 familias en el condado. La densidad de población era de 71 habitantes por milla cuadrada.
La composición racial del condado era:
- 65.28% blancos
- 21.80% afroamericanos
- 0.88% amerindios
- 1.75% asiáticos
- 0.49% isleños del Pacífico
- 6.26% de otras razas
- 3.54% de una mezcla de razas.

Había 19.950 hogares, de los cuales el 47.70% tenían menores de 18 años, el 64.80% eran parejas casadas viviendo juntas, el 11.00% eran con mujeres como cabezas de familia (sin cónyuge) y el 20.90% no eran familias.
El tamaño promedio de una familia era de 3 miembros.
En el condado el 26.20% de la población tenía menos de 18 años, el 17.90% tenía de 18 a 24 años, el 36.30% tenía de 25 a 44, el 13.80% de 45 a 64, y el 5.70% eran mayores de 65 años. La edad promedio era de 28 años. Por cada 100 mujeres había 105.30 hombres. Por cada 100 mujeres mayores de 18 años había 106.20 hombres.
Los ingresos medios de los hogares del condado eran de $35.999 y los ingresos medios de las familias eran de $38.307. Los hombres tenían ingresos medios por $24.236 frente a los $21.186 que percibían las mujeres. Los ingresos per cápita del condado eran de $14.410. El 7.80% de las familias y el 9.50% de la población estaban debajo de la línea de pobreza. De ese total, el 12.30% tenían menos de 18 y el 9.00% tenían 65 años o más.